# Cephalanthera caucasica
Cephalanthera caucasica är en orkidéart som beskrevs av Friedrich Fritz Wilhelm Ludwig Kraenzlin. Cephalanthera caucasica ingår i släktet skogsliljor, och familjen orkidéer. Inga underarter finns listade i Catalogue of Life.